# O Verdadeiro Método de Estudar

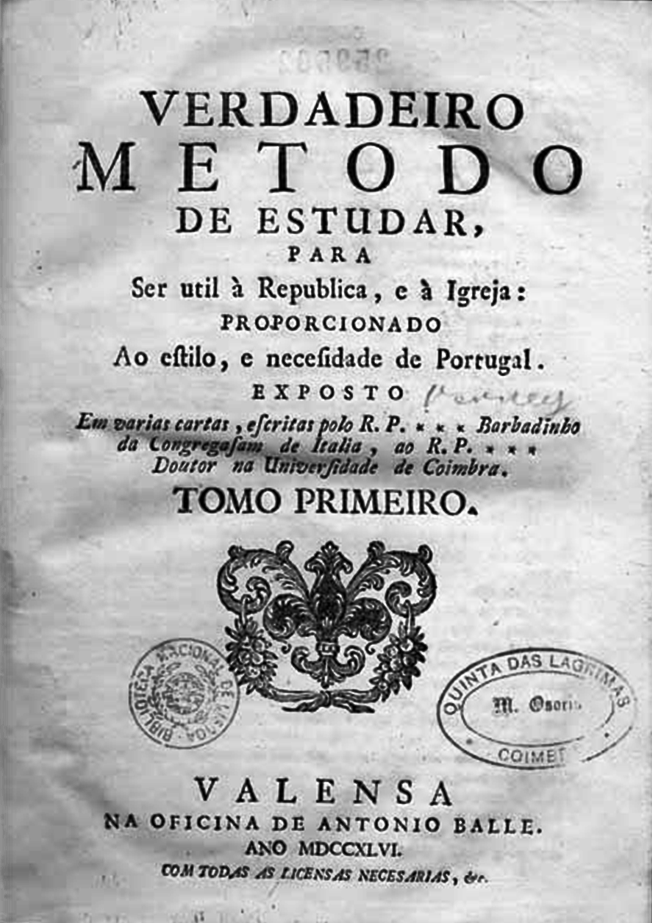
"Verdadeiro Método de Estudar" (Valença, 1746).

O Verdadeiro Método de Estudar, para ser útil à República e à Igreja: proporcionado ao estilo, e necessidade de Portugal é uma obra de autoria de Luís António Verney, cuja primeira edição veio à luz em Valença, em 1746.
É a obra mais conhecida deste que é considerado o mais ativo estrangeirado português, reputada como um autêntico manifesto da modernidade do pensamento à luz das ideias iluministas.
Em dois volumes, após a sua primeira edição em 1746 voltou a ser reeditada em 1747. A autoria, à época, foi atribuída a um anónimo religioso Barbadinho da Congregação de Itália, pseudónimo de Verney, que prudentemente preferiu ocultar o seu nome devido à omnipresença e omnisciência de um clima cultural profundamente avesso a obras de ruptura. Esta referência à Itália é fruto dos contactos do autor com os iluministas italianos, principalmente com Ludovico Antonio Muratori, com o qual se correspondeu sobre jurisprudência e Ensino. Este contacto direto com a realidade italiana é relevante para o conhecimento do funcionamento das suas escolas, hospitais e tribunais, então regidos por diretrizes modernas e eficazes.
O conteúdo da obra indica um progressismo notável que motivou fortíssimas reações e acesa polémica devido às orientações pedagógicas defendidas (entre elas, o acesso da mulher à Educação), tributo às investigações desenvolvidas por Verney e aos seus contactos com as ideias basilares do Iluminismo.
| “ | Na verdade o primeiro princípio de todos os estudos deve ser a gramática da própria língua [...]. Julgo que este deve ser o primeiro estudo da mocidade, e que a primeira coisa que se lhe deve apresentar é uma gramática da sua língua, curta e clara; porque, neste particular, a voz do mestre faz mais do que os preceitos. E não se deve intimidar os rapazes com mau modo ou pancadas, como todos os dias sucede; mas, com grande paciência, explicar-lhes as regras e, sobretudo, mostrar-lhes, nos seus mesmos discursos, ou em algum livro vulgar e carta bem escrita e fácil o exercício e a razão de todos estes preceitos. | ” |

A obra constitui-se por dezesseis cartas que o autor Barbadinho escreve a um doutor da Universidade de Coimbra. São elas: I -  Língua Portuguesa; II - Gramática Latina; III – Latinidade; IV - Grego e Hebraico; V e VI – Retórica e Filosofia; VII – Poesia; VIII – Lógica; IX – Metafísica; X – Física; XI - Ética; XII – Medicina; XIII - Direito Civil; XIV – Teologia; XV - Direito Canónico; XVI - Regulamentação geral dos estudos.
Verdadeiro metodo de estudar: para ser util à Republica, e à Igreja: proporcionado ao estilo, e necesidade de Portugal, Valensa, 1746, na Biblioteca Nacional de Portugal